# Liryka chodnika
Liryka chodnika – debiutancki album studyjny polskiego zespołu hip-hopowego THS Klika, wydany 13 listopada 2006 roku nakładem wytwórni Prosto. Gościnnie wystąpili na nim między innymi Włodi, Hemp Gru (Wilku, Bilon, Żary), członkowie ZIP Składu: Sokół i Pono, Waco, czy członkowie JWP: Ero i Foster.
Nagrania dotarły do 43. miejsca zestawienia OLiS.

## Lista utworów
1. „Intro”
2. „W kręgu” (gościnnie: Jacenty, Wiktor)
3. „Klatka nr 8” (gościnnie: Baba)
4. „Radio - Skit”
5. „Liryka chodnika”
6. „O tym mowa” (gościnnie: Hemp Gru)
7. „Południowa Praga” (gościnnie: Waco)
8. „Nocne marki” (gościnnie: Jacenty)
9. „Czarno na białym” (gościnnie: Włodi)
10. „Osiedlowy tajniak - Skit”
11. „Medycyna naturalna” (gościnnie: Pono)
12. „PRL”
13. „Cynio, buzia, pupa, nóżka...” (gościnnie: Praska Księżniczka)
14. „Rówieśnicy”
15. „To jest ten rap” (gościnnie: Siwers)
16. „Podwórko” (gościnnie: Waco)
17. „Bez komentarza - Skit”
18. „Otwórz swe oczy”
19. „Judasz” (gościnnie: Ero, Foster)
20. „Ślepy zaułek” (gościnnie: Sokół)
21. „Outro”